# Thècle de l'arbousier
Callophrys avis
Espèce
La Thècle de l'arbousier (Callophrys avis) est une espèce de lépidoptères (papillons) de la famille des Lycaenidae, de la sous-famille des Theclinae et du genre Callophrys.

## Dénomination
Callophrys avis nommé par Thomas Algernon Chapman en 1909.

### Noms vernaculaires
La Thècle de l'arbousier se nomme en anglais Chapman's Green Hairstreak et en espagnol Cejirrubia.

### Sous-espèces
- Callophrys avis barraguei Dujardin, 1972 — présent à Kaddous en Algérie et Ifrane au Maroc.
- Callophrys avis lhafii Tarrier, 2017 — présent au Maroc[2].

## Description
Les mâles et femelles de ce petit papillon sont identiques. Le dessous des ailes est vert, le dessus brun grisâtre.
Le verso, vert, est marqué d'une ligne blanche médiodiscale qui différencie cette espèce de la Thècle de la ronce (Callophrys rubi).

## Biologie

### Période de vol et hivernation
C'est la jeune chenille qui hiverne.
La Thècle de l'arbousier vole en une génération (univoltin), de mars à juin.

### Plantes hôtes
Les plantes hôtes sont principalement l'arbousier Arbutus unedo, ainsi que Salvia verbenaca, Viburnum tinus et Coriaria myrtifolia.

## Écologie et distribution
La Thècle  de l'arbousier est présente en Afrique du Nord (Maroc, Algérie et Tunisie), et dans le sud de l'Europe sous forme d'isolats en Espagne (dans les provinces de Cadix, Malaga et Teruel) et en France sur la côte méditerranéenne,.
Elle est présente dans huit départements de France métropolitaine, Pyrénées-Orientales, Aude, Hérault,  Gard, Ardèche, Bouches-du-Rhône, Var et Alpes-Maritimes.

### Biotope
Ce sont les broussailles sèches à arbousiers.

### Protection
Pas de statut de protection particulier.